# 6V6
La 6V6 és un tètrode de feix dirigit introduït per la companyia RCA l'any 1937 i que encara es fa servir avui, sobretot en amplificadors de guitarra elèctrica, perquè tenen un impacte en el timbrat. En la majoria de les aplicacions es van reemplaçar per transistors o circuits integrats.
Semblant a la 6L6, la seva predecessora, la 6V6 va ser molt popular degut a les seves característiques. La 6L6, malgrat ser una vàlvula excel·lent, tenia un consum de corrent elevat, i li calia una font d'alimentació voluminosa, cara i que dissipava molta calor. També era capaç de produir més potència de la necessitaria en la majoria d'amplificadors de l'època, especialment en circuits amb configuració Push-pull. La 6V6 produïa menys guany i només requeria la mitat de corrent als filaments escalfadors, 450mA a 6,3V, amb comparació amb els 900mA a 6,3V de la 6L6. Això va afavorir la seva utilització en aparells de ràdio i amplificadors d'ús domèstic, substituint els pèntodes, com el 6F6, que s'havien utilitzat prèviament. La 6V6 produïa menys distorsió harmònica que la 6F6 i consumia menys corrent.

## Història
La 6V6 va ser introduïda amb càpsula de vidre o metàl·lica durant la segona mitat dels anys 30. RCA promocionà la superioritat del seu disseny amb càpsula de metall i va produir grans quantitats d'aquest model. Altres fabricants van fer servir la càpsula de vidre, aquestes vàlvules es trobaven normalment en aparells de ràdio no produïts per RCA. Ja a la dècada dels 40 la 6V6 és produïda majoritàriament en la modalitat GT que posseïa una càpsula de vidre de dimensions reduïdes. Més tard es va introduir el model 6V6 GTA amb un temps d'escalfament controlat.
Amb l'aparició del transistor, als anys 60, les vàlvules van caure en desús, malgrat això, la 6V6 segueix en producció. Gràcies a ser una vàlvula resistent, les 6V6 poden ser usades per d'amunt de les seves especificacions, això la va fer molt popular amb amplificadors d'instruments musicals, i és aquest mercat el que permet als fabricants mantenir-la en producció. Avui dia encara es fabriquen a la Xina per Shuguang, a Eslovàquia per JJ i aRússia per Sveltana i Reflector.

## Vàlvules de característiques similars
Un dels models relacionats amb la 6V6 és la 6AQ5, que posseeix unes especificacions similars, però té una càpsula de vidre de dimensions reduïdes i ve equipada amb una base de set terminals (B7G). Semblant a aquesta és la russa 6P1P, però ve equipada amb base de nou terminals (B9A) i no té una tolerància tan gran per a funcionar per damunt de les seves especificacions. Un altre model en miniatura equipat amb base B9A és la 6BW6 i la 12AB5 que fa servir 12V als filaments escalfadors i va ser dissenyada per als aparells de ràdio d'ús en automoció. La 7408 és bàsicament una 6V6 però amb zero-bias controlat.
A la Unió Soviètica una versió de la 6V6GT va ser fabricada a partir dels anys 40, i sembla una còpia de la produïda per la companyia Sylvana (USA). En un principi comercialitzada amb la nomenclatura americana usant l'alfabet  llatí i ciríl·lic. Quan la USSR va introduir el seu propi sistema de designació el nom es va canviar a 6P6S, o 6П6С en ciríl·lic.

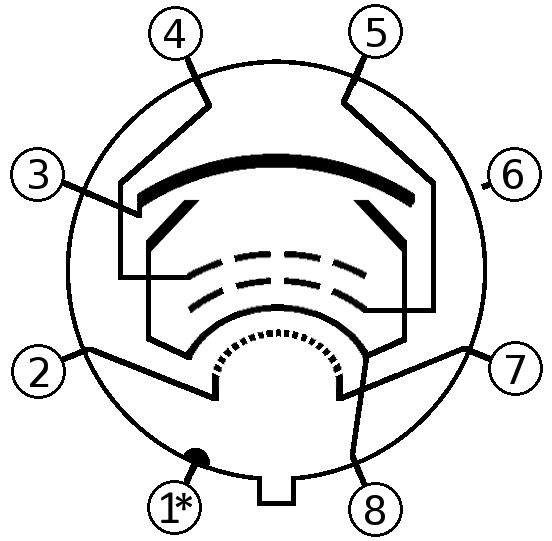
Diagrama dels terminals

## Terminals
1. Sense connectar (Excepte càpsula metall, connectat a càpsula).
2. Filament escalfador.
3. Ànode (Placa).
4. Reixa #2 (Pantalla).
5. Reixa #1 (Control).
6. Sense connectar.
7. Filament escalfador.
8. Càtode i reixa #3 (Supressora).

## Condicions típiques d'operació per amplificadors de Classe A
A
| Voltatge Fil. escalfador :          | 6,3   | 6,3   | 6,3   | Volts. |
| Corrent Fil. escalfador :           | 450   | 450   | 450   | mA.    |
| Voltatge al ànode :                 | 180   | 250   | 315   | Volts. |
| Voltatge reixa #2 :                 | 180   | 250   | 225   | Volts. |
| Voltatge reixa #1 :                 | -8,5  | -12,5 | -13   | Volts. |
| Corrent de ànode zero-senyal :      | 29    | 45    | 34    | mA.    |
| Corrent de ànode màxima-senyal :    | 30    | 47    | 35    | mA.    |
| Corrent de reixa #2 zero-senyal :   | 3     | 4,5   | 2,2   | mA.    |
| Corrent de reixa #2 màxima-senyal : | 4     | 7     | 6     | mA.    |
| Impedància del ànode (aprox.):      | 50    | 50    | 80    | KOhms. |
| Transconductància :                 | 3.700 | 4.100 | 3.750 | µOhms. |
| Resistència de càrrega :            | 5.500 | 5.000 | 8.500 | Ohms.  |
| Màxima potència de sortida :        | 2     | 4,5   | 5,5   | Watts. |
| Distorsió harmònica total :         | 8     | 8     | 12    | %.     |

^A Dades per una vàlvula.

## Condicions típiques d'operació per amplificadors de Classe AB
| Voltatge Fil. escalfador :                | 6,3    | 6,3   | Volts. |
| Corrent Fil. escalfador :                 | 450    | 450   | mA.    |
| Voltatge al ànode :                       | 250    | 285   | Volts. |
| Voltatge reixa #2 :                       | 250    | 285   | Volts. |
| Voltatge reixa #1 :                       | -15    | -19   | Volts. |
| Corrent de ànode zero-senyal :            | 70     | 70    | mA.    |
| Corrent de ànode màxima-senyal :          | 79     | 92    | mA.    |
| Corrent de reixa #2 zero-senyal :         | 5      | 4     | mA.    |
| Corrent de reixa #2 màxima-senyal :       | 13     | 13,5  | mA.    |
| Resistència de càrrega de ànode a ànode : | 10.000 | 8.000 | Ohms.  |
| Màxima potència de sortida :              | 10     | 14    | Watts. |
| Distorsió harmònica total :               | 5      | 3,5   | %.     |